# Calamotropha torpidellus
Calamotropha torpidellus là một loài bướm đêm trong họ Crambidae.